# Három óriásplakát Ebbing határában
A Három óriásplakát Ebbing határában (eredeti cím: Three Billboards Outside Ebbing, Missouri) 2017-ben bemutatott brit–amerikai filmdráma Martin McDonagh rendezésében. A produkció a Velencei Nemzetközi Filmfesztiválon debütált, és jelölték a fesztivál nagydíjára, az Arany Oroszlánra. Öt BAFTA-díjat és négy Golden Globe-díjat nyert el, köztük a legjobb film, forgatókönyv, női főszereplő és a legjobb férfi mellékszereplő kategóriában. A 90. Oscar-gálán hét Oscar-díjra jelölték, ebből Frances McDormand a legjobb női főszereplő díjat, Sam Rockwell pedig a legjobb férfi mellékszereplő díjat kapta meg.

## Cselekmény
Az Ebbing nevű fiktív kisvárosban hét hónapja megerőszakolták és meggyilkolták Mildred Hayes (Frances McDormand) kamaszlányát, Angelát. Mivel a nyomozásnak nem sikerült semmilyen eredményt felmutatnia, az anya úgy dönt, hogy reagál a városi rendőrség tehetetlenségére. A feladatának ellátására képtelen helyi hatóság vezetőjével szembeni csalódása miatt a kisvárost elkerülő út mentén – ugyanazon a helyen, ahol a lányának a holttestét elégették az elkövetők – három hirdetőtáblát bérel, havonta 5000 dollárért. A három óriásplakáton hárommondatnyi provokatív üzenetet helyez el az ebbingi rendőrfőnöknek, Bill Willoughby (Woody Harrelson) seriffnek címezve:
„Miközben haldoklott, megerőszakolták.”, „Még mindig nem tartóztattak le senkit?”, „Hogy lehet ez, Willoughby rendőrfőnők?”
A hirdetményeket a migránsgyűlölő, rasszista és iszákos Jason Dixon (Sam Rockwell) közrendőr fedezi fel, amikor éjszaka éppen kiragasztják a munkások. Mivel az üzenetek nem mindenkinek tetszenek a városban, Mildred a helyiek és a rendőrség céltáblájává válik. A növekvő gyűlölködés és az eldurvuló rendőri intézkedések miatt a városban egymás ellen fordulnak az emberek. A lányát gyászoló elkeseredett anya alkalmazottját letartóztatják, hogy ne tudja üzemeltetni az ajándékboltját, Dixon közrendőr pedig megfenyegeti a hirdetőtáblákat üzemeltető cég tulajdonosát.

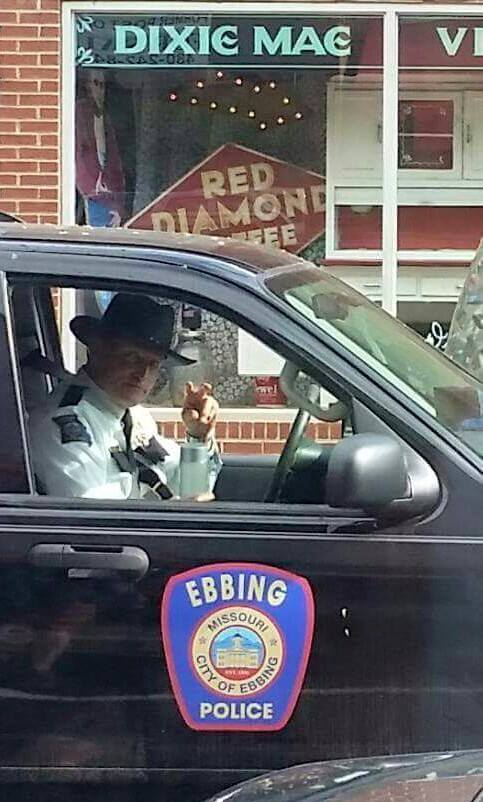
Woody Harrelson Willoughby seriff szerepében a film forgatásakor 2016-ban

Mildredet meglátogatja volt férje, Charlie, aki számonkéri rajta a plakátok kihelyezését, mert szerinte azok nem hozzák vissza a lányukat. Angela haláláért is Mildredet hibáztatja, aki állandón veszekedett vele. A nő azonban nem hátrál meg és nem szedeti le a plakátokat, amelyek tartalmáról a helyi televízió is hírt ad. A riportot követően a seriff meglátogatja Mildredet, és elbeszélget vele. Elmondja, hogy ő mindent megtett a nyomozás sikere érdekében, és nem tartja jogosnak a kritikát. Elmondja azt is, hogy rákbeteg. Mildreddel a helyi pap is elbeszélget, aki arra figyelmezteti, hogy a városiaknak nem tetszenek a plakátok.
Egy fogászati kezelés során Mildred megsebesíti a fogorvosát, aki egy ép fogát akarja kihúzni, emiatt Mildredet beviszik kihallgatásra a seriff hivatalába. A kihallgatást a rendőrfőnök vezeti, aki váratlanul rosszul lesz és vért hány. A rákbeteg seriff feleségével és két kislányával idillikus napsütéses hétvégét tölt el egy vízparton, majd hazatérve az istállóban egy fekete zsákot húz a fejére és pisztollyal végez magával, mert nem akarja, hogy családja lássa a testi leépülését. Több embernek búcsúlevelet hagy, köztük Mildrednek is, akinek a plakátok bérleti díját titokban újabb egy hónapra kifizette.
Az anyjával élő Jason Dixon közrendőr ezután rátámad a hirdetőiroda ártatlan tulajdonosára, akit csúnyán összever, majd az iroda emeleti ablakából az utcára hajít. A Dixon által elkövetett rendőri erőszak miatt Abercrombie, az új színes bőrű rendőrfőnök kirúgja őt a rendőrségtől. Aznap este egy ismeretlen felgyújtja az óriásplakátokat. Mildred éppen arrafelé autózik a fiával, de poroltóikkal nem tudják eloltani a hatalmas lángokat.
Mildred kicsiny szuvenírboltjába egy idegen férfi érkezik, aki Angela erőszakos haláláról beszél, és közben súlyosan megfenyegeti a nőt, de amikor a seriff özvegye belép az üzletbe, elmenekül. Mrs. Willoughby a rendőrfőnök búcsúlevelét hozta Mildrednek. Az üzenetben a seriff megírja, hogy az ő halálában nem terheli felelősség, és reméli, hogy a bűnöst valahol egyszer el fogják kapni.
Éjszaka a kihalt rendőrségi irodában a kirúgott Dixon a búcsúlevelet olvassa, amiben Willoughby seriff arról ír, hogy a gyűlölet nem old meg semmit. Mivel Dixon közben fülhallgatóval zenét hallgat, nem hallja meg Mildred telefonhívását, aki így akar megbizonyosodni róla, hogy nincs bent senki, ezután  Molotov-koktélokat dob a rendőrség épületére. Amikor Dixon az égő épületből kimenekül, égési sérüléseket szenved, és a kórházban egy kórterembe kerül az óriásplakátokat kihelyező hirdetőiroda általa összevert tulajdonosával.
Mildred ismerőse és titkos hódolója, James (Peter Dinklage) tanúja volt a gyújtogatásnak, de az új rendőrfőnöknek azt állítja, hogy Mildreddel együtt a lakásán voltak, és nem látták az elkövetőt. A törpe növésű James az alibiért cserébe egy éttermi vacsorát kér az asszonytól. A vendéglőben összetalálkoznak Charlie-val és 19 éves barátnőjével, Penelope-pal, ekkor Charlie négyszemközt elismeri Mildrednek, hogy ő gyújtotta fel a hirdetőtáblákat.
Dixont kiengedik a kórházból, majd egy bárban véletlenül kihallgatja, hogy egy férfi egy lány megerőszakolásával dicsekszik a társának. Dixon, miután megfigyelte, hogy az illető autója idahói rendszámú, verekedést provokál, és közben durván belekarmol az erőszakolásról beszélő ember arcába, amire a két férfi a megégett Dixont jól összeveri. A volt rendőr ezután otthon a körmei alatt maradt vérnyomokat egy üvegcsébe teszi és elküldi DNS-vizsgálatra. Abban  reménykedik, hogy Angela gyilkosával találkozott, de a seriff elmondja neki, hogy a DNS-minta negatív, és az illető akkor nem is tartózkodott az országban (feltehetően egy hivatásos katonáról van szó).
Mildred és az immár segíteni akaró Dixon az asszony házában megbeszélik a kialakult helyzetet, és arra jutnak, hogy a megerőszakolásról beszélő idegen férfi mindenképpen bűnös az általa elkövetett bűntett miatt, tehát megérdemli, hogy megöljék. Dixon megszerzi a férfi címét a rendszám alapján, és egy puskát a csomagtartóba rakva elindulnak Idaho felé. Útközben Mildred bevallja, hogy ő gyújtotta fel a rendőrség épületét, de Dixont ez nem lepi meg.
Vannak fenntartásaik azzal kapcsolatban, hogy mit fognak csinálni a férfival, ha megérkeznek. Végül Mildred, aki a volánnál ül, azt mondja: „útközben még eldönthetjük”, és utaznak tovább.

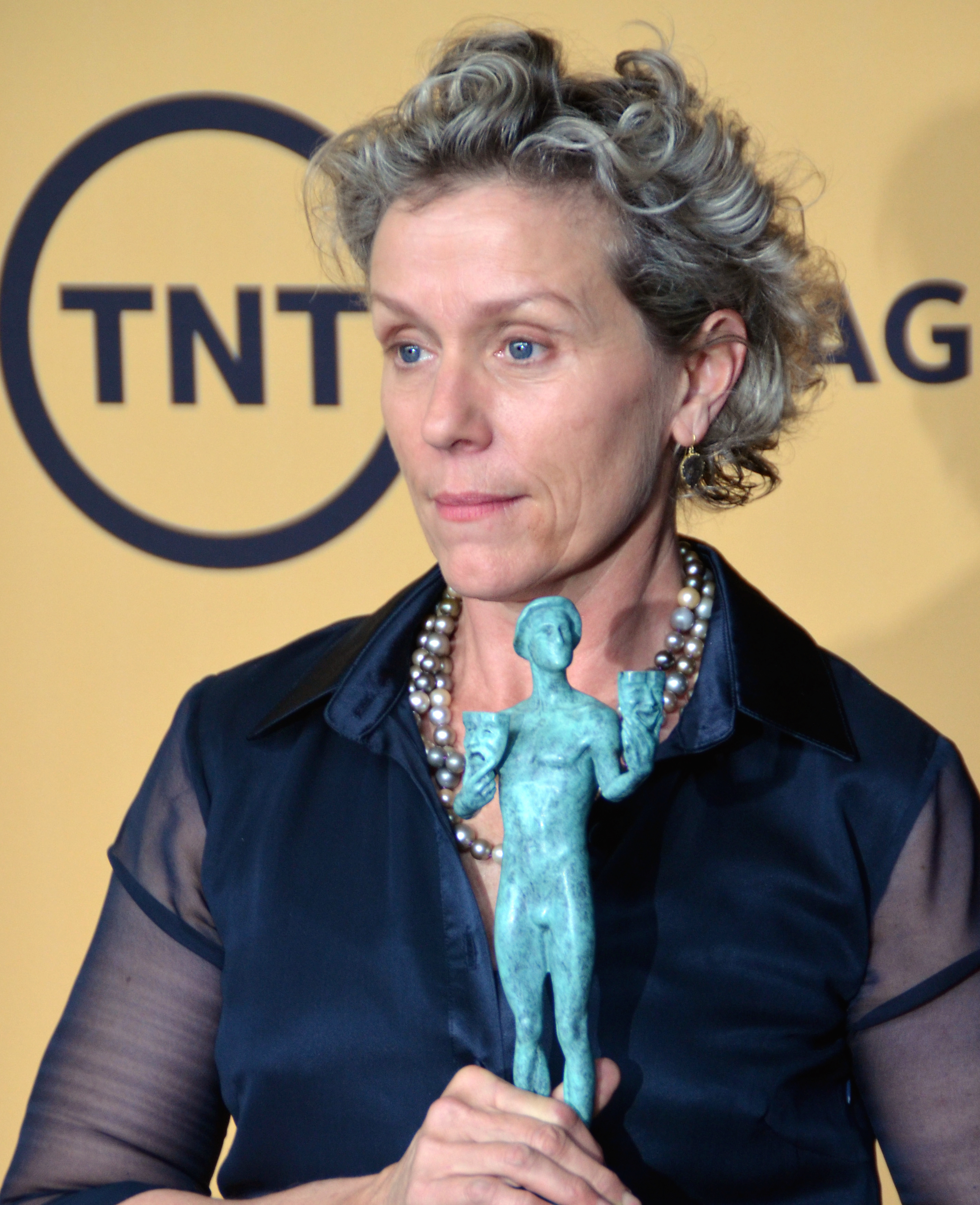
Frances McDormand

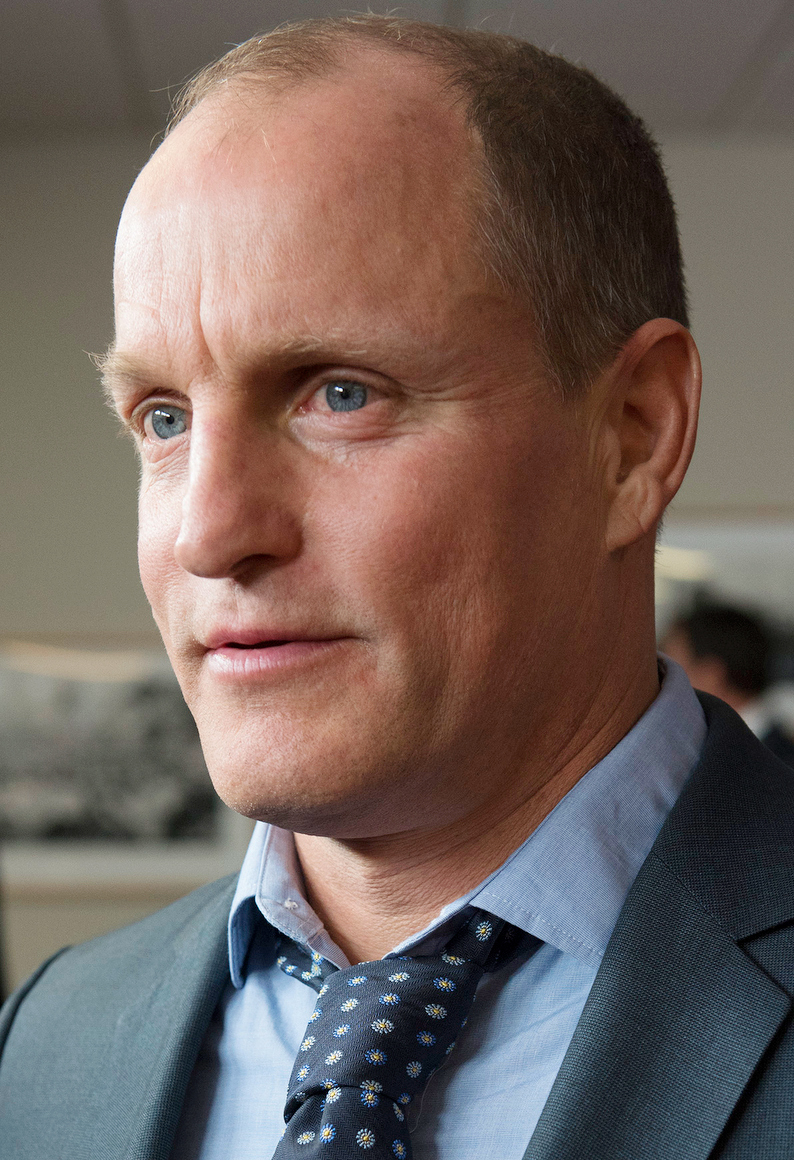
Woody Harrelson

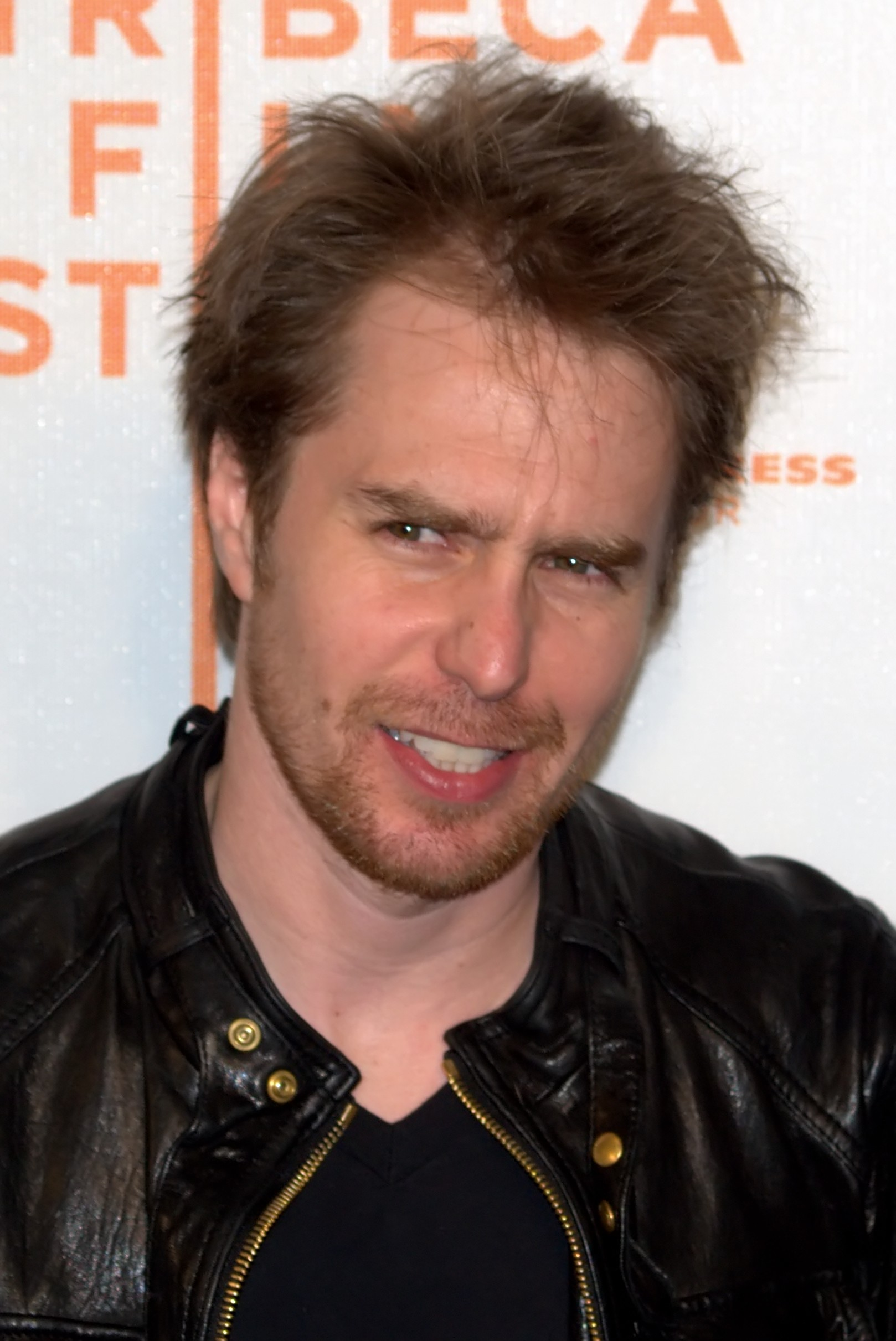
Sam Rockwell

## Szereplők
| Színész              | Szerep                    | Magyar hangja      |
| -------------------- | ------------------------- | ------------------ |
| Frances McDormand    | Mildred Hayes             | Kiss Mari          |
| Woody Harrelson      | Willoughby seriff         | Stohl András       |
| Sam Rockwell         | Dixon, közrendőr          | Rajkai Zoltán      |
| Abbie Cornish        | Anne, Willoughby felesége | Bogdányi Titanilla |
| Lucas Hedges         | Robbie                    | Baráth István      |
| Željko Ivanek        | Cedric                    | Fazekas István     |
| Caleb Landry Jones   | Vörös Welby               | Czető Roland       |
| Clarke Peters        | Abercrombie seriff        | Papp János         |
| Samara Weaving       | Penelope                  | Kis-Kovács Luca    |
| John Hawkes          | Charlie                   | Végh Péter         |
| Peter Dinklage       | James                     | Láng Balázs        |
| Kerry Condon         | Pamela                    | Csuha Bori         |
| Darrell Britt-Gibson | Jerome                    | Szabó Máté         |
| Amanda Warren        | Denise                    | Laurinyecz Réka    |
| Kathryn Newton       | Angela                    | Csifó Dorina       |
| Alejandro Barrios    | Latino                    | Gacsal Ádám        |
| Riya May Atwood      | Polly                     | Pál Zsófia         |
| Solah Atwood         | Jane                      | Borsi Boglárka     |
| Malaya Rivera Drew   | Gabriella Forrester       | Mohácsi Nóra       |
| Sandy Martin         | Mama                      | Horváth Zsuzsa     |
| Jerry Winsett        | Geoffrey                  | Bácskai János      |
| Allyssa Barley       | lány                      | Berkes Boglárka    |
| William J. Harrison  | fiú                       | Berkes Bence       |

További magyar hangok: Czifra Krisztina, Farkas Zita, Fehérváry Márton, Gyurin Zsolt, Kadosa Patrik, Kajtár Róbert, Kotányi Bence, Lipcsey Bori, Németh Attila István, Papucsek Vilmos, Zöld Csaba

## Háttértörténet
McDonagh már korábban is a fekete humor stílusában rendezte két filmjét, az Erőszakikat és A hét pszichopata és a si-cut. Az új ötlet évekkel korábban fogalmazódott meg benne. Történt, hogy a buszon zötykölődött, mikor három hatalmas plakát ötlött a szeme elé az út mentén. A plakátokon egy frusztrált, elégedetlen polgár hallatta hangját: "Miért nem oldotta meg az ügyet a rendőrség?". McDonagh már nem emlékezett pontosan, merre utazhatott aznap, de inspirálódva a személy bátorságától kitalálta, hogy egy édesanya rejtőzhet a háttérben, akinek megerőszakolták és megölték a lányát.
McDonagh a forgatókönyvet már úgy írta meg, hogy Sam Rockwellnek és Frances McDormandnak szánta a két kulcsszerepet. McDormand azonban nem fogadta el az ajánlatot, mert idősnek érezte magát arra, hogy tinédzser lánya legyen egy filmben (már hatvanéves elmúlt). Javasolta, hogy inkább írják át a forgatókönyvet egy nagymamával a főszerepben, de McDonagh nem tágított. Végül McDormand férje, a szintén rendező Joel Coen győzte meg a feleségét, tekintve, hogy ez a lázadó édesanya szerep nem mindennapi.

## Kritika
A produkció 92%-os minősítést kapott a Rotten Tomatoeson 304 értékelés alapján. A kritikusok elégedettek voltak a filmmel különös hangvétele ellenére: Dühtől forrongó film, amely egybefogja a valószínűtlen humort, az őszinte gyengédséget és az elképzelhetetlen erőszakot. – írta Alexandra McAaron.
A metacritic 88 pontot adott ötven értékelés alapján a filmnek. A film nem a helyes megoldást mutatja a magát nagyra tartó rendőrség, a férfias erőszak és a kiváltságok ellen, de egyértelműen eljátszik a gondolattal. – írta a Variety. – Ez egy érzelmi puzzle, amit egy költő rak ki trükkösen forgatva a darabokat.
McDonagh szeret az erőszak témáján csellengni, megnevettetni az elmondhatatlanon. – írta a New York Times, valamint dicsérte McDormand természetes stílusát a fájdalom és a düh kifejezésére.

## Fontosabb díjak és jelölések
| Díj                     | Kategória                                      | Eredmény |
| ----------------------- | ---------------------------------------------- | -------- |
| BAFTA-díj               | Legjobb film                                   | Elnyerte |
| BAFTA-díj               | Az év legjobb brit filmje                      | Elnyerte |
| BAFTA-díj               | Legjobb eredeti forgatókönyv                   | Elnyerte |
| BAFTA-díj               | Legjobb női főszereplő (Frances McDormand)     | Elnyerte |
| BAFTA-díj               | Legjobb férfi mellékszereplő (Sam Rockwell)    | Elnyerte |
| BAFTA-díj               | Legjobb férfi mellékszereplő (Woody Harrelson) | Jelölve  |
| BAFTA-díj               | Legjobb operatőr                               | Jelölve  |
| BAFTA-díj               | Legjobb vágás                                  | Jelölve  |
| BAFTA-díj               | David Lean-díj a legjobb rendezőnek            | Jelölve  |
| Golden Globe-díj        | Legjobb filmdráma                              | Elnyerte |
| Golden Globe-díj        | Legjobb forgatókönyv                           | Elnyerte |
| Golden Globe-díj        | Legjobb rendező                                | Jelölve  |
| Golden Globe-díj        | Legjobb eredeti filmzene                       | Jelölve  |
| Golden Globe-díj        | Legjobb női főszereplő (Frances McDormand)     | Elnyerte |
| Golden Globe-díj        | Legjobb férfi mellékszereplő (Sam Rockwell)    | Elnyerte |
| Oscar-díj               | Legjobb film                                   | Jelölve  |
| Oscar-díj               | Legjobb női főszereplő (Frances McDormand)     | Elnyerte |
| Oscar-díj               | Legjobb férfi mellékszereplő (Sam Rockwell)    | Elnyerte |
| Oscar-díj               | Legjobb férfi mellékszereplő (Woody Harrelson) | Jelölve  |
| Oscar-díj               | Legjobb eredeti filmzene                       | Jelölve  |
| Oscar-díj               | Legjobb eredeti forgatókönyv                   | Jelölve  |
| Oscar-díj               | Legjobb vágás                                  | Jelölve  |
| Screen Actors Guild-díj | Legjobb női főszereplő (Frances McDormand)     | Elnyerte |
| Screen Actors Guild-díj | Legjobb szereplőgárda (mozifilm)               | Elnyerte |
| Screen Actors Guild-díj | Legjobb férfi mellékszereplő (Sam Rockwell)    | Elnyerte |
| Screen Actors Guild-díj | Legjobb férfi mellékszereplő (Woody Harrelson) | Jelölve  |